# 42 (Aya Nakamura)
42 è un singolo della cantante francese Aya Nakamura, pubblicato il 19 giugno 2024.

## Formazione
- Aya Nakamura – voce
- Antoine Klein – produzione
- Seysey – produzione
- Max et Seny – produzione
- Starow – produzione
- Chris Mouyenne – produzione